# U-82 (tàu ngầm Đức) (1941)
U-82 là một tàu ngầm tấn công  Lớp Type VII thuộc phân lớp Type VIIC được Hải quân Đức Quốc Xã chế tạo trong Chiến tranh Thế giới thứ hai. Nhập biên chế năm 1941, nó đã thực hiện được ba chuyến tuần tra, đánh chìm được tám tàu buôn tổng tải trọng 51.859 GRT và một tàu chiến tải trọng 1.190 tấn, đồng thời gây hư hại cho một tàu buôn khác. Trong chuyến tuần tra cuối cùng tại Đại Tây Dương, U-82 bị các tàu chiến Anh đánh chìm về phía Đông Bắc quần đảo Azores vào ngày 6 tháng 2, 1942.

## Thiết kế và chế tạo

### Thiết kế

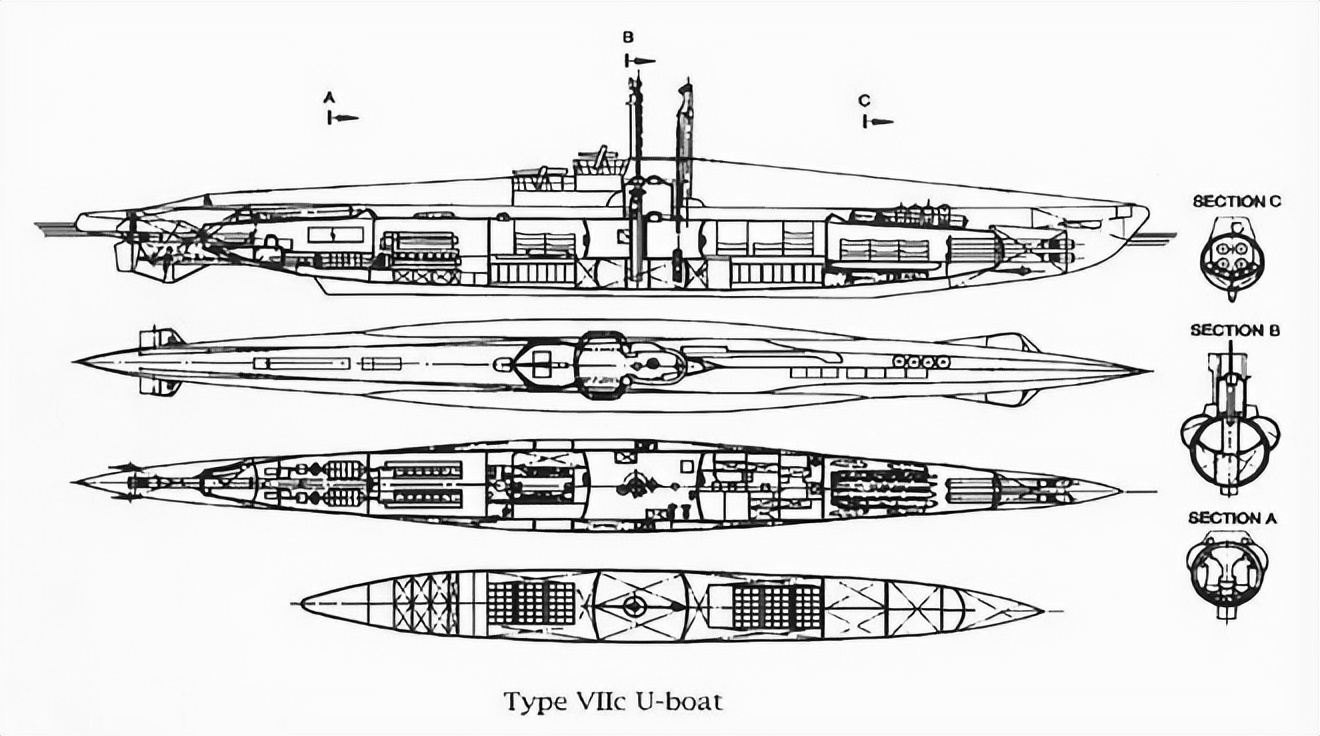
Sơ đồ các mặt cắt một tàu ngầm Type VIIC

Phân lớp VIIC của Tàu ngầm Type VII là một phiên bản VIIB được kéo dài thêm. Chúng có trọng lượng choán nước 769 t (757 tấn Anh) khi nổi và 871 t (857 tấn Anh) khi lặn). Con tàu có chiều dài chung 67,10 m (220 ft 2 in), lớp vỏ trong chịu áp lực dài 50,50 m (165 ft 8 in), mạn tàu rộng 6,20 m (20 ft 4 in), chiều cao 9,60 m (31 ft 6 in) và mớn nước 4,74 m (15 ft 7 in).
Chúng trang bị hai động cơ diesel Germaniawerft F46 siêu tăng áp 6-xy lanh 4 thì, tổng công suất 2.800–3.200 PS (2.100–2.400 kW; 2.800–3.200 bhp), dẫn động hai trục chân vịt đường kính 1,23 m (4,0 ft), cho phép đạt tốc độ tối đa 17,7 kn (32,8 km/h), và tầm hoạt động tối đa 8.500 nmi (15.700 km) khi đi tốc độ đường trường 10 kn (19 km/h). Khi đi ngầm dưới nước, chúng sử dụng hai động cơ/máy phát điện AEG GU 460/8–27  tổng công suất 750 PS (550 kW; 740 shp). Tốc độ tối đa khi lặn là 7,6 kn (14,1 km/h), và tầm hoạt động 80 nmi (150 km) ở tốc độ 4 kn (7,4 km/h). Con tàu có khả năng lặn sâu đến 230 m (750 ft).
Vũ khí trang bị có năm ống phóng ngư lôi 53,3 cm (21 in), bao gồm bốn ống trước mũi và một ống phía đuôi, và mang theo tổng cộng 14 quả ngư lôi, hoặc tối đa 22 quả thủy lôi TMA, hoặc 33 quả TMB. Tàu ngầm Type VIIC bố trí một hải pháo 8,8 cm SK C/35 cùng một pháo phòng không 2 cm (0,79 in) trên boong tàu. Thủy thủ đoàn bao gồm 4 sĩ quan và 40-56 thủy thủ.

### Chế tạo
U-82 được đặt hàng vào ngày 25 tháng 1, 1939, và được đặt lườn tại xưởng tàu của hãng Bremer Vulkan-Vegesacker Werft tại Bremen-Vegesack vào ngày 15 tháng 5, 1940. Nó được hạ thủy vào ngày 15 tháng 3, 1941, và nhập biên chế cùng Hải quân Đức Quốc Xã vào ngày 14 tháng 5, 1941 dưới quyền chỉ huy của Hạm trưởng, Trung úy Hải quân Siegfried Rollmann.

## Lịch sử hoạt động

### 1941

#### Chuyến tuần tra thứ nhất
Sau khi chuyển căn cứ hoạt động từ Kiel đến cảng Horten và sau đó đến Trondheim cùng thuộc Na Uy vào giữa tháng 7, 1941, U-82 khởi hành từ Trondheim vào ngày 11 tháng 8 cho chuyến tuần tra đầu tiên trong chiến tranh. Chiếc tàu ngầm băng qua khe GIUK giữa quần đảo Faroe và Iceland để vòng qua quần đảo Anh và đi đến khu vực tuần tra tại eo biển Đan Mạch và phía Nam Greenland và Iceland. Tại khu vực về phía Đông Nam Greenland, nó đã tấn công Đoàn tàu SC 42 từ ngày 10 tháng 9, và đã đánh chìm chiếc tàu buôn vũ trang Anh Empire Hudson 7.465 GRT vào ngày 10 tháng 9. Sang ngày hôm sau 11 tháng 9, nó tiếp tục đánh chìm tàu chở dầu Anh Bulysees 7.519 GRT, các tàu buôn Anh Gypsum Queen 3.945 GRT  và SS Empire Crossbill 5.463 GRT, đồng thời gây hư hại cho tàu buôn Thụy Điển Scania 1.999 GRT cùng thuộc Đoàn tàu SC 42. Chiếc tàu ngầm kết thúc chuyến tuần tra và đi đến cảng Lorient bên bờ biển Đại Tây Dương của Pháp đã bị Đức chiếm đóng, đến nơi vào ngày 5 tháng 7.

#### Chuyến tuần tra thứ hai
U-82 khởi hành từ Lorient, Pháp vào ngày 15 tháng 10 cho chuyến tuần tra thứ hai; nó hoạt động tại vùng biển Bắc Đại Tây Dương. Trên đường đi vào ngày 21 tháng 10, nó đã tấn công Đoàn tàu SL 89 ở vị trí về phía Tây Ireland, đánh chìm các tàu buôn Anh Treverbyn 5.281 GRT và Serbino 4.099 GRT. Sau khi mở rộng phạm vi hoạt động cho đến tận phía Đông Newfoundland, Canada mà không đánh chìm thêm được mục tiêu nào, nó kết thúc chuyến tuần tra và đi đến cảng La Pallice, La Rochelle cùng thuộc bờ biển Đại Tây Dương của Pháp, đến nơi vào ngày 19 tháng 11.

### 1942

#### Chuyến tuần tra thứ ba
U-82 xuất phát từ cảng La Pallice vào ngày 11 tháng 1 cho chuyến tuần tra thứ ba, cũng là chuyến cuối cùng, để hoạt động tại vùng biển Bắc Đại Tây Dương kéo dài cho đến phía Đông Hoa Kỳ. Ở vị trí về phía Đông Newfoundland trong các ngày 22 và 23 tháng 1, nó tấn công Đoàn tàu ON 56 và đã lần lượt đánh chìm các tàu chở dầu Anh Athelcrown 11.999 GRT và tàu chở dầu Na Uy Leiesten 6.118 GRT. Đến ngày 31 tháng 1, nó phóng ngư lôi tấn công và đánh chìm chiếc HMS Belmont, một tàu khu trục do Hoa Kỳ chế tạo và chuyển giao cho Anh, trong thành phần Đoàn tàu NA 2 ở vị trí về phía Nam Newfoundland.

#### Bị mất
Trong Đại Tây Dương vào ngày 6 tháng 2, 1942, lúc đang trên đường quay trở về căn cứ sau chuyến tuần tra cuối cùng, U-82 bắt gặp Đoàn tàu OS 18 ở vị trí về phía Đông Bắc quần đảo Azores. Đang khi tìm cách tấn công, nó bị các tàu sà lúp HMS Rochester và tàu corvette HMS Tamarisk của Hải quân Hoàng gia Anh, trong thành phần hộ tống của OS 18 phát hiện và tấn công bằng mìn sâu. U-82 bị đánh chìm tại tọa độ 44°10′B 23°52′T / 44,167°B 23,867°T;  toàn bộ 45 thành viên thủy thủ đoàn trên tàu đều tử trận.

### "Bầy sói" tham gia
U-82 từng tham gia bốn bầy sói:
- Grönland (11 – 27 tháng 8, 1941)
- Markgraf (27 tháng 8 – 16 tháng 9, 1941)
- Schlagetot (20 tháng 10 – 1 tháng 11, 1941)
- Raubritter (1 – 14 tháng 11, 1941)

### Tóm tắt chiến công
U-82 đã đánh chìm được tám tàu buôn tổng tải trọng 43.945 GRT và hai tàu chiến tổng tải trọng 22.947 tấn, đồng thời gây hư hại cho ba tàu buôn khác:
| Ngày              | Tên tàu          | Quốc tịch              | Tải trọng | Số phận      |
| ----------------- | ---------------- | ---------------------- | --------- | ------------ |
| 10 tháng 9, 1941  | Empire Hudson    | Anh Quốc               | 7.465     | Bị đánh chìm |
| 11 tháng 9, 1941  | Bulysses         | Anh Quốc               | 7.519     | Bị đánh chìm |
| 11 tháng 9, 1941  | Empire Crossbill | Anh Quốc               | 5.463     | Bị đánh chìm |
| 11 tháng 9, 1941  | Gypsum Queen     | Anh Quốc               | 3.915     | Bị đánh chìm |
| 11 tháng 9, 1941  | Scania           | Thụy Điển              | 1.999     | Bị hư hại    |
| 21 tháng 10, 1941 | Treverbyn        | Anh Quốc               | 5.281     | Bị đánh chìm |
| 21 tháng 10, 1941 | Serbino          | Anh Quốc               | 4.099     | Bị đánh chìm |
| 22 tháng 1, 1942  | Athelcrown       | Anh Quốc               | 11.999    | Bị đánh chìm |
| 23 tháng 1, 1942  | Leisten          | Na Uy                  | 6.118     | Bị đánh chìm |
| 31 tháng 1, 1942  | HMS Belmont      | Hải quân Hoàng gia Anh | 1.190     | Bị đánh chìm |